# Banca di Mosca
La Banca di Mosca (russo: Банк Москвы) è stata una banca russa che ha fornito servizi bancari a clienti aziendali e al dettaglio fino a maggio 2016, mese in cui si è finalizzata la fusione con VTB Bank. Con sede a Mosca, fino al 2011 era la quinta più grande banca di Russia. In quell'anno furono scoperti prestiti di 9 miliardi di dollari statunitensi fraudolenti, e la banca ricevette 14 miliardi di dollari statunitensi di bailout.
Il governo russo ha emesso un mandato di arresto internazionale per Andrey Borodin, responsabile della banca, per il suo presunto ruolo sospetto nella frode. Gli è stato concesso asilo politico nel Regno Unito nel febbraio 2013.
Il 10 maggio 2016 è stata perfezionata la fusione in VTB Bank.

## Storia
La banca è stata fondata nel 1995  con il nome di Moscow Municipal Bank – Bank of Moscow. Quattro anni più tardi, nel 1999, ottiene una partecipazione del 45% nella Banca Fondiaria Russa (RZB) (in russo: «Русский Земельный Банк» (РЗБ).
Nel febbraio 2011, la proprietà del 46,48% che il governo di Mosca aveva nella banca, era stata completamente venduta a VTB Bank. VTB ha anche acquisito il 25% più una quota di Capital Insurance Group, che aveva una partecipazione del 17,32% sempre nella Banca di Mosca. Il prezzo totale di acquisto era di 103 miliardi di rubli. Oltre a VTB, la russa Alfa Bank e Bank Austria, una controllata di UniCredit, hanno dichiarato grande interesse ad acquistare la quota del governo di Mosca. La vendita è stata effettuata a VTB (secondo il rappresentante dell'ufficio del sindaco di Mosca) a causa di un prezzo più elevato offerto e della disponibilità di documentazione completa, incluso un permesso di acquisto dal servizio antimonopolio federale russo.
Nel marzo 2011 VTB ha acquistato azioni di Credit Suisse (2,77%) e azioni di un fondo svizzero (1,7%), portando la sua partecipazione a una quota di controllo di circa il 51%.
All'inizio di aprile 2011, Andrey Borodin e Lev Alaluyev hanno venduto la loro partecipazione del 20,32% in Bank of Moscow a Vitaly Yusufov, figlio dell'ex ministro dell'Energia russo Igor Yusufov. Vitaly Yusofov aveva preso in prestito 1,1 miliardi di dollari dalla Banca di Mosca per questa acquisizione.
Lo stesso Borodin, che a quel tempo era stato incriminato in contumacia per abuso d'ufficio, disse che la transazione era stata effettuata con un "strappato a mano", e che il cambio di leadership in banca portò alle incursioni azionarie. Alla fine di settembre 2011, VTB aveva acquisito oltre l'80% delle azioni della Banca di Mosca, rilevando quote da Vital Yusufov (20%) e Suleiman Kerimov (3,88%). Le azioni sono state acquisite anche come parte di un pacchetto del Metropolitan Insurance Group.